# Regional Mexican Songs
Regional Mexican Songs är en hitlista som publiceras av Billboard. Den skapades den 8 oktober 1994, och första etta var "La Niña Fresa" med Banda Z. På listan ligger latinomusik med stilar som mariachi, norteño, banda och duranguense, och radioformatet heter Regional Mexican. Listan omfattar både singlar och album, och baseras på speltid i radio.

## Årslista, Billboard Latin Regional Mexican Songs
- 1996: "Un Millon de Rosas" med La Mafia
- 1997: "Ya Me Voy Para Siempre" med Los Temerarios
- 1998: "Por Que Te Conocí" med Los Temerarios
- 1999: "Necesito Decirte" med Conjunto Primavera
- 2000: "El Listo de tu Pelo" med Los Angeles Azules
- 2001: "Y Llegaste Tu" med Banda el Recodo
- 2002: "No Me Conoces Aun" med Palomo
- 2003: "Una Vez Mas" med Conjunto Primavera
- 2004: "Dos Locos" med Los Horóscopos de Durango
- 2005: "Hoy Como Ayer" med Conjunto Primavera
- 2006: "Aliado del Tiempo" med Mariano Barba
- 2007: "Dime Quien Es" med Los Rieleros del Norte
- 2008: "Hasta el Dia de Hoy" med Los Dareyes de la Sierra
- 2009: "Te Presumo" med Banda el Recodo
- 2010: "Ando Bien Pedo" med Banda Los Recoditos
- 2011: "Me Encantaria" med Fidel Rueda